# Recsa
Recsa (románul: Recea) falu Maros megyében, Erdélyben. Közigazgatásilag Nyárádtő városhoz tartozik.

## Fekvése
A Marostól délre, a Cserged patak mellett fekszik, Nyárádtőtől 3 km-re délnyugatra. Áthalad rajta az E60 európai út (a romániai útszámozás szerint DN15).

## Látnivalók
- 1992 és 1997 között egy ortodox kolostort építettek a falutól keletre.
- A falu határában található Marosvásárhely repülőtere.